# 天野晴夫
天野 晴夫（あまの はるお、1943年 - 2020年）は、麻雀店「積木」の元経営者（現在は閉店）。

## 経歴
1943年、東京都中野区出身。東京都立荻窪高等学校卒業。東京経済大学中退。
1990年、「リーチ麻雀論改革派」（南雲堂）を発表。その中で小島武夫、田村光昭など当時の有名麻雀プロや在野の桜井章一らの麻雀論を、「ツキ」「勘」「流れ」といった抽象論に支配されている非科学的なものであると批判した。
自身の麻雀論は、総論としては「より普遍性の高い有為なセオリーを積み重ね、常に冷静な洞察、状況把握、決断がなされる状態を保持し続け、誤打・暴牌を皆無に近づける（「リーチ麻雀論改革派」250頁）」というもの。具体的な戦術論については、1990年から1994年にかけて「近代麻雀オリジナル」（竹書房）の連載で発表、その後加筆を加えた上で1995年に単行本化された（「天野晴夫のマージャンクイズゼミナール」・南雲社）。
抽象論やオカルトを排除し、いかなる状況においても論理的・合理的な考察によって戦術を構築するとする姿勢は、いわゆる「デジタル雀士」のさきがけである。
天野の経営していた「積木」は、得点計算に符を考慮しないルールの雀荘としては日本初となるものであった。

## 著書
- 「リーチ麻雀論改革派」（1990年・南雲堂）ISBN 4523513090
- 「天野晴夫のマージャンクイズゼミナール」（1995年・南雲堂）ISBN 4523262292